# Ganja Mafia
Ganja Mafia – polski zespół pop-rapowy. 
Powstał w 2009 roku w Krakowie, a w jego skład weszli twórcy związani z wytwórnią muzyczną Ganja Mafia Label – raperzy Ruby, Felipe, Seba, Kacper HTA, GMB oraz producenci muzyczni I’Scream, Gibbs i PSR, a także jej założyciel Kali, były członek zespołu Firma. W 2015 roku do zespołu dołączył producent muzyczny MTI. We wrześniu 2016 roku formację opuścił Kacper Orlikowski.

## Dyskografia
Albumy
| Rok  | Album                                                                    | Pozycja na liście | Sprzedaż       | Certyfikat             |
| Rok  | Album                                                                    | POL               | Sprzedaż       | Certyfikat             |
| ---- | ------------------------------------------------------------------------ | ----------------- | -------------- | ---------------------- |
| 2013 | Wiesz co się kruszy - Data: 24 grudnia 2013 - Wydawca: Ganja Mafia Label | 49                | - POL: 30 000+ | - POL: platynowa płyta |
| 2015 | Wiesz co się kręci - Data: 24 grudnia 2015 - Wydawca: Ganja Mafia Label  | 19                | - POL: 15 000+ | - POL: złota płyta     |

Certyfikowane single i utwory
| Rok  | Tytuł            | Certyfikat              | Album               |
| ---- | ---------------- | ----------------------- | ------------------- |
| 2014 | „Dobre geesy”    | - POL: złota płyta      | Wiesz co się kruszy |
| 2015 | „Mój ziomek”     | - POL: diamentowa płyta | Wiesz co się kręci  |
| 2015 | „Band the Rolla” | - POL: platynowa płyta  | Wiesz co się kręci  |
| 2015 | „Lemon Haze”     | - POL: złota płyta      | Wiesz co się kręci  |

Gościnne
| Rok  | Tytuł                                                        | Certyfikat         | Album        |
| ---- | ------------------------------------------------------------ | ------------------ | ------------ |
| 2016 | „Pozdrówki z betonowej dżungli” (Dixon37; gośc. Ganja Mafia) | - POL: złota płyta | Krew za krew |

## Teledyski
| Utwór                | Rok  | Reżyseria                                    | Album               | Źródło |
| -------------------- | ---- | -------------------------------------------- | ------------------- | ------ |
| „Pole marysi”        | 2013 | Marcin „Kali” Gutkowski, Damian Bieniek      | Wiesz co się kruszy | [ 18 ] |
| „Gdy ujrzałem drogę” | 2013 | Marcin „Kali” Gutkowski, Paweł Poździk       | Wiesz co się kruszy | [ 19 ] |
| „Prawdziwi palacze”  | 2014 | Marcin „Kali” Gutkowski, Paweł Poździk       | Wiesz co się kruszy | [ 20 ] |
| „Dobre geesy”        | 2014 | Marcin „Kali” Gutkowski, Paweł Poździk       | Wiesz co się kruszy | [ 21 ] |
| „Mój ziomek”         | 2015 | Marcin „Kali” Gutkowski, Seba, Paweł Poździk | Wiesz co się kręci  | [ 9 ]  |
| „Band the Rolla”     | 2015 | Marcin „Kali” Gutkowski, Paweł Poździk       | Wiesz co się kręci  | [ 22 ] |